# ランダル・マクドネル (第4代アントリム伯爵)
第4代アントリム伯爵ランダル・マクドネル（英語: Randal MacDonnell, 4th Earl of Antrim、1680年 – 1721年10月19日）は、アイルランド貴族。

## 生涯
第3代アントリム伯爵アレクサンダー・マクドネルと2人目の妻ヘレナ・バーク（Helena Burke、1710年10月7日没、ジョン・バークの娘）の息子として、1680年に生まれた。
1699年6月9日に父が死去すると、アントリム伯爵の爵位を継承した。
1721年10月19日に死去、ダブリンで埋葬された。息子アレクサンダーが爵位を継承した。

## 家族
レイチェル・スケッフィントン（Rachael Skeffington、1739年4月14日没、第3代マッセリーン子爵クロットワーシー・スケッフィントンの娘）と結婚、1男1女をもうけた。
- アレクサンダー（1713年 – 1775年） - 第5代アントリム伯爵
- ヘレナ（1783年6月没）